# Hermann Staudinger
Hermann Staudinger (født 23. marts 1881, død 8. september 1965) var en tysk kemiker, der demonstrerede eksistensen af makromolekyler, hvilket han karakteriserede som polymerer. Han modtog nobelprisen i kemi for sit arbejde i 1953. Han er også kendt for at have opdaget ketener og for Staudingerreaktionen.